# 에도아도 가브리엘리니

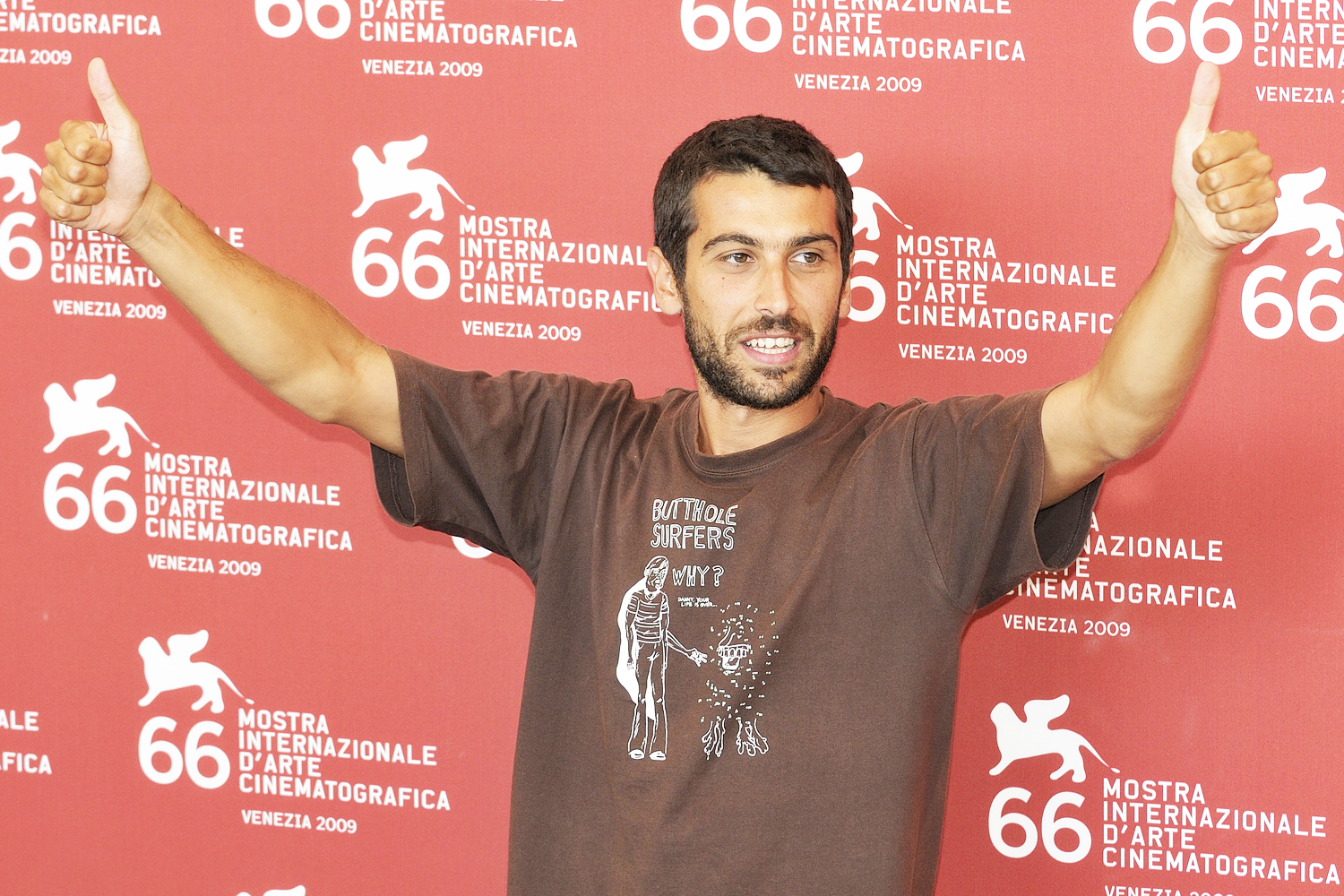

에도아도 가브리엘리니(Edoardo Gabbriellini, 1975년 7월 16일 ~ )는 이탈리아의 배우, 각본가, 영화 감독, 텔레비전 배우이다.
리보르노에서 태어났다.

## 영화
- 바낫으로의 여정 (2015년)
- 늑대의 땅 (2012년)
- 더 크리켓 (2011년)
- 아이 엠 러브 (2009년) - 안토니오 역
- 오보소도 (1997년)